# Taratak (Pariaman Tengah)
Taratak is een bestuurslaag in het regentschap Pariaman van de provincie West-Sumatra, Indonesië. Taratak telt 1121 inwoners (volkstelling 2010).